# Рандал Вільям Крімер
Вільям Рандал Крімер (англ. William Randal Cremer, 18 березня 1828 — 22 липня 1908) — англійський пацифіст і лейбористський лідер, лауреат Нобелівської премії миру (1903).

## Біографія
Крімер народився у Фейрхемі на півдні Англії 13 березня 1828 в сім'ї вчителя. Батько залишив хлопчика з сестрами. Мати заробляла гроші, навчаючи сільських дітей грамоті, це не давало можливості навіть пристойно харчуватися. Провчившись деякий час в парафіяльній школі, Вільям пішов працювати на верфі, а потім став підмайстром у свого дядька, лондонського теслі.
Незважаючи на зайнятість і втому, після роботи юнак почав відвідувати школу для робітників, тоді ж він включився до профспілкового руху.
Проблеми миру зацікавили Крімера після того, як він послухав відомого оратора з Лондонського мирного суспільства, який закликав народи покінчити з війнами і вирішувати всі суперечки через переговори. Але все-таки Крімер протягом найближчих 20 років зосередився на питаннях роботи. Його зацікавила профспілкова діяльність, і він як обдарований оратор був введений до складу комітету, який очолив боротьбу за скорочення робочого дня від 12 до 9 годин. Господарі підприємств, спробувавши придушити рух за допомогою локауту в 1859 р. (70 тис. осіб в результаті чого позбулися роботи), трохи згодом повинні були поступитися. У 1860 році Крімер взяв участь у створенні Об'єднаного суспільства теслів і столярів і вийшов в лідери профспілкового руху.
1864 Крімер брав активну участь у створенні Міжнародної асоціації робітників і був обраний секретарем її британської секції. На женевській конференції асоціації в 1866 р. він і інші члени британської делегації виступали за поступові і помірні реформи в протилежність нагальної революції, прихильниками якого виступали радикали (і в першу чергу Карл Маркс).
У 1870 р. розгорілася франко-прусська війна. З ініціативи Крімера була заснована Робоча асоціація миру, щоб перешкодити британському втручанню в конфлікт. Секретарем асоціації був призначений Крімер, і цю посаду він обіймав до кінця свого віку.
Асоціація виступала проти британського втручання в російсько-турецьку війну, британської анексії Трансвааля, окупації Єгипту, а також бурської війни. Крімер сприяв поширенню ідей арбітражу, внаслідок чого в 1875 р. асоціацію було перейменовано на Лігу міжнародного арбітражу. Потім Крімер був обраний секретарем новоствореного Міжпарламентського союзу від Британії, на цій посаді він залишався довічно.
Крімер був нагороджений Нобелівською премією миру 1903 р. за ознаменування зусиль щодо досягнення миру і злагоди шляхом арбітражу. Лауреат не був присутній на церемонії нагородження, проте через два роки представив Нобелівську лекцію. У ній він охарактеризував успіхи мирного руху, перелічив країни, які вже підписали договори про арбітраж, і зазначив, що «величезна робота чекає на нас, як і раніше, проте захисників миру вже не вважають порожніми мрійниками».
Крімер помер у Лондоні 22 липня 1908 від запалення легенів.